# Calea Dorobanților
Calea Dorobanților (cunoscută și sub numele de Calea Dorobanți, și în trecut ca Ulița Herăstrăului) se află în sectorul 1 și este una din cele mai importante artere din municipiul București. Se întinde din Piața Alexandru Lahovari (de lângă Piața Romană) până la Piața Charles de Gaulle și are o lungime de 2.600 de metri.

## Istoric
Calea Dorobanților este una dintre cele mai vechi străzi din București. Face parte din rețeaua de bulevarde din prima jumătate a secolului 20. Zona din jurul străzii a fost concepută și construită de la bun început pentru a forma un cartier exclusivist. Numele străzii a fost dat în anul 1878 în amintirea trupelor de dorobanți care au luptat la Plevna, Vidin și Grivița în cadrul Războiului de Independență al României.

### Clădiri importante
În partea dintre Piața Alexandru Lahovari și intersecția cu Șoseaua Ștefan cel Mare, există mai multe case Beaux-Arts cu grădini, un fel de mici palate. Respectivele case ilustrează gusturile în schimbare ale elitei bucureștene de la sfârșitul secolului 19 și începutul secolului 20.  Unele dintre ele sunt pe Lista Monumentelor Istorice.

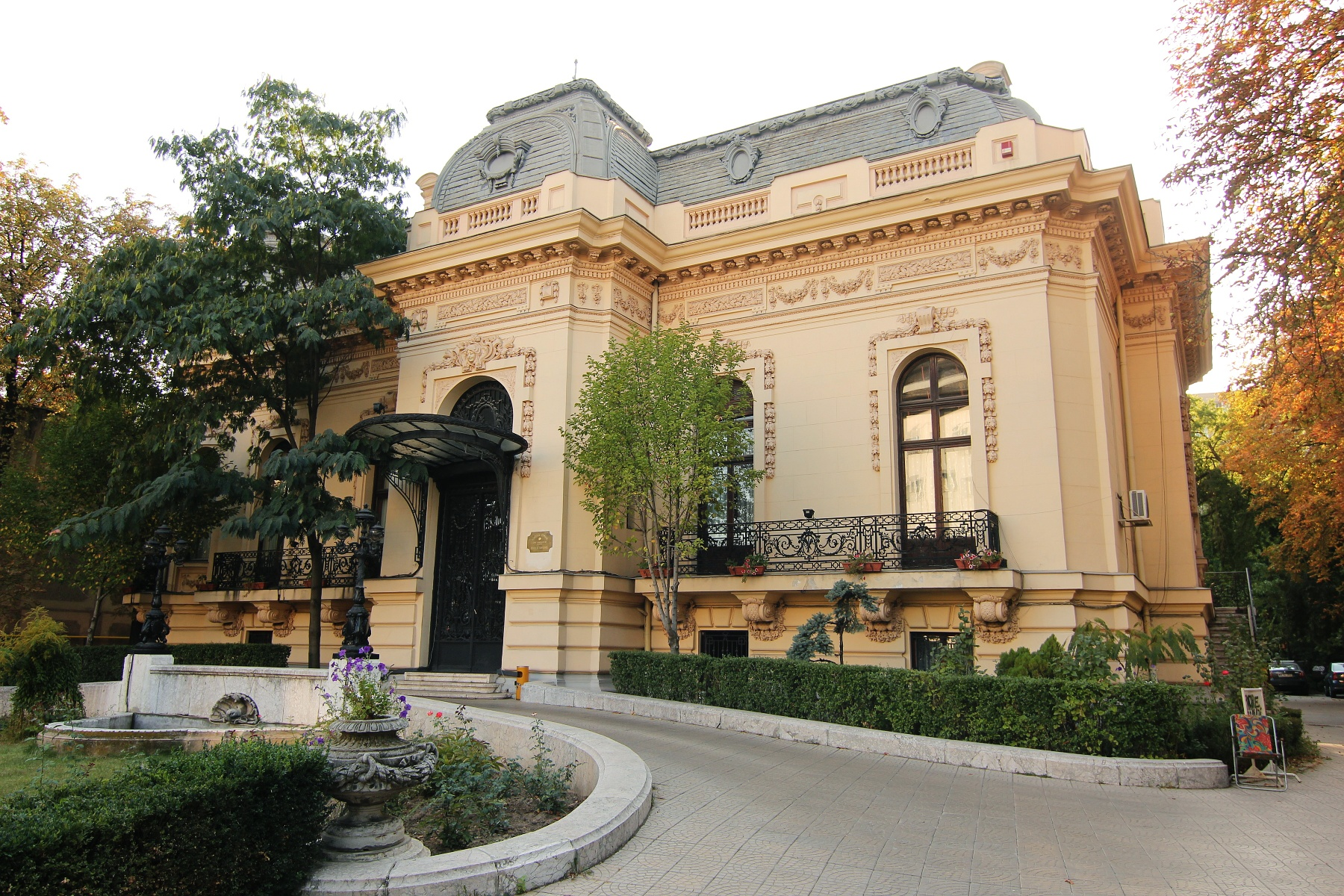
Casa Assan (Piața Alexandru Lahovari nr. 1), de Ion D. Berindey, 1906-1914
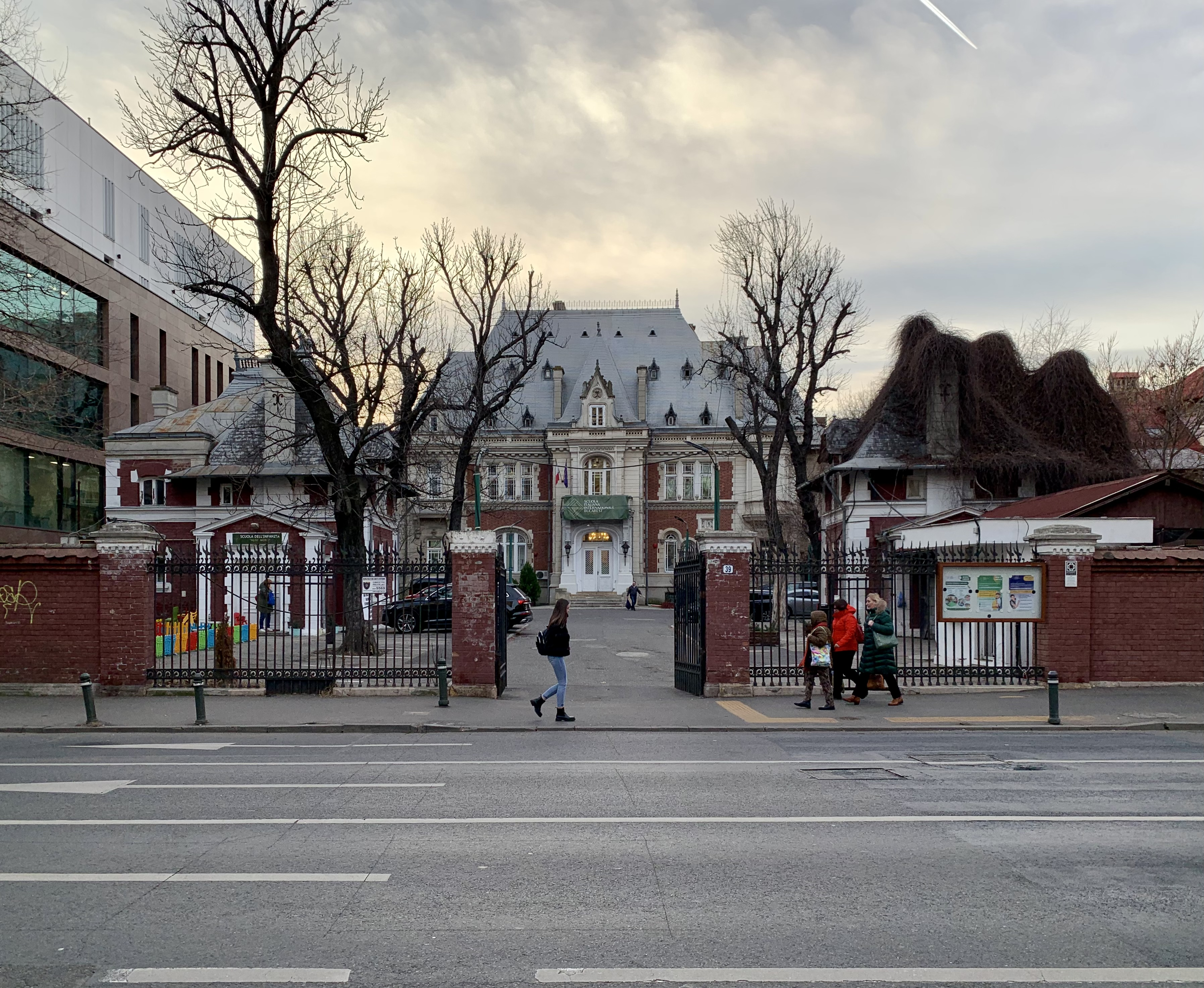
Casa Maria Lahovary (Calea Dorobanților nr. 39), de Louis Blanc, 1889
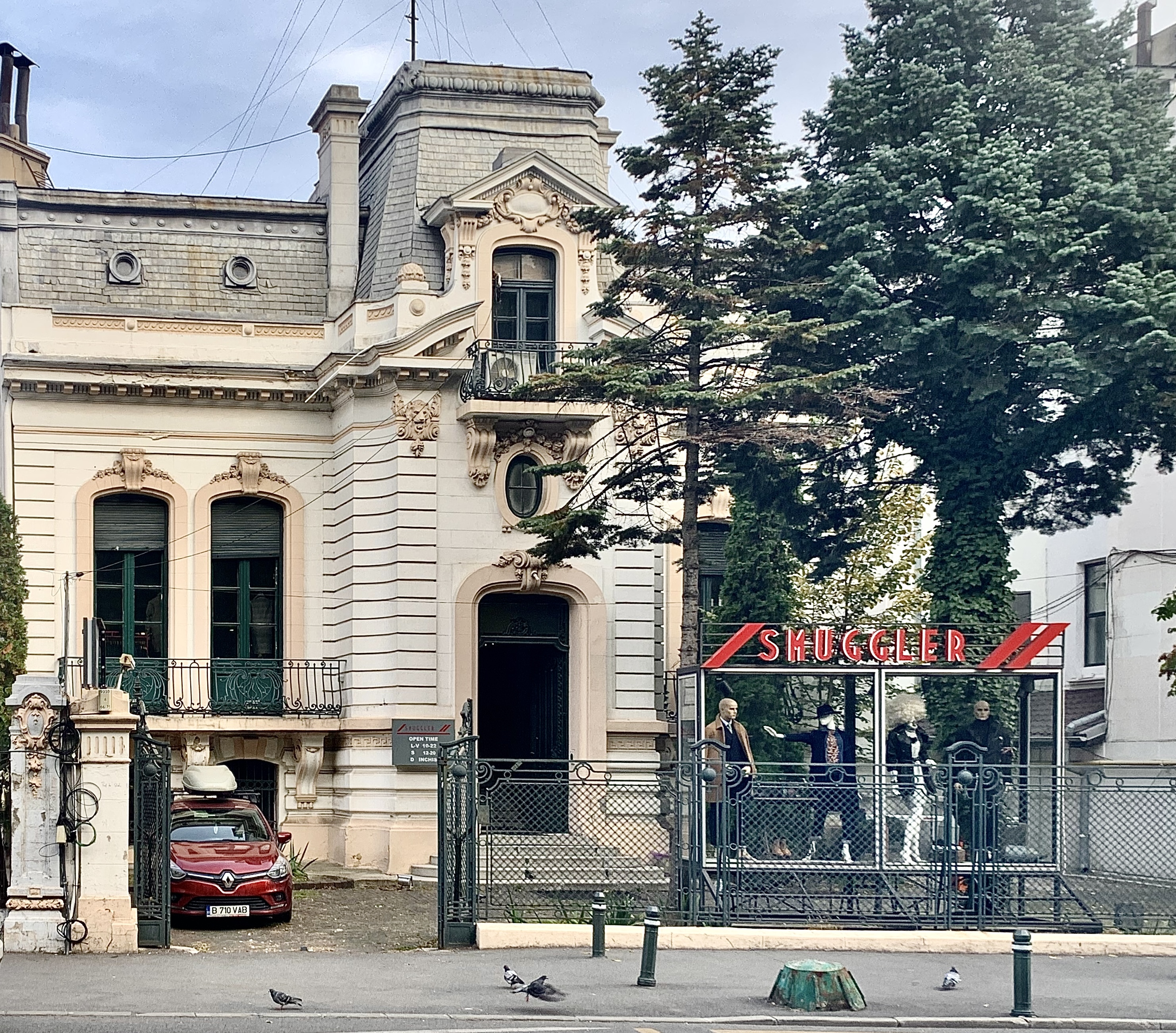
Casa Constantin I. C. Brătianu (Calea Dorobanților nr. 16), de Petre Antonescu, 1914
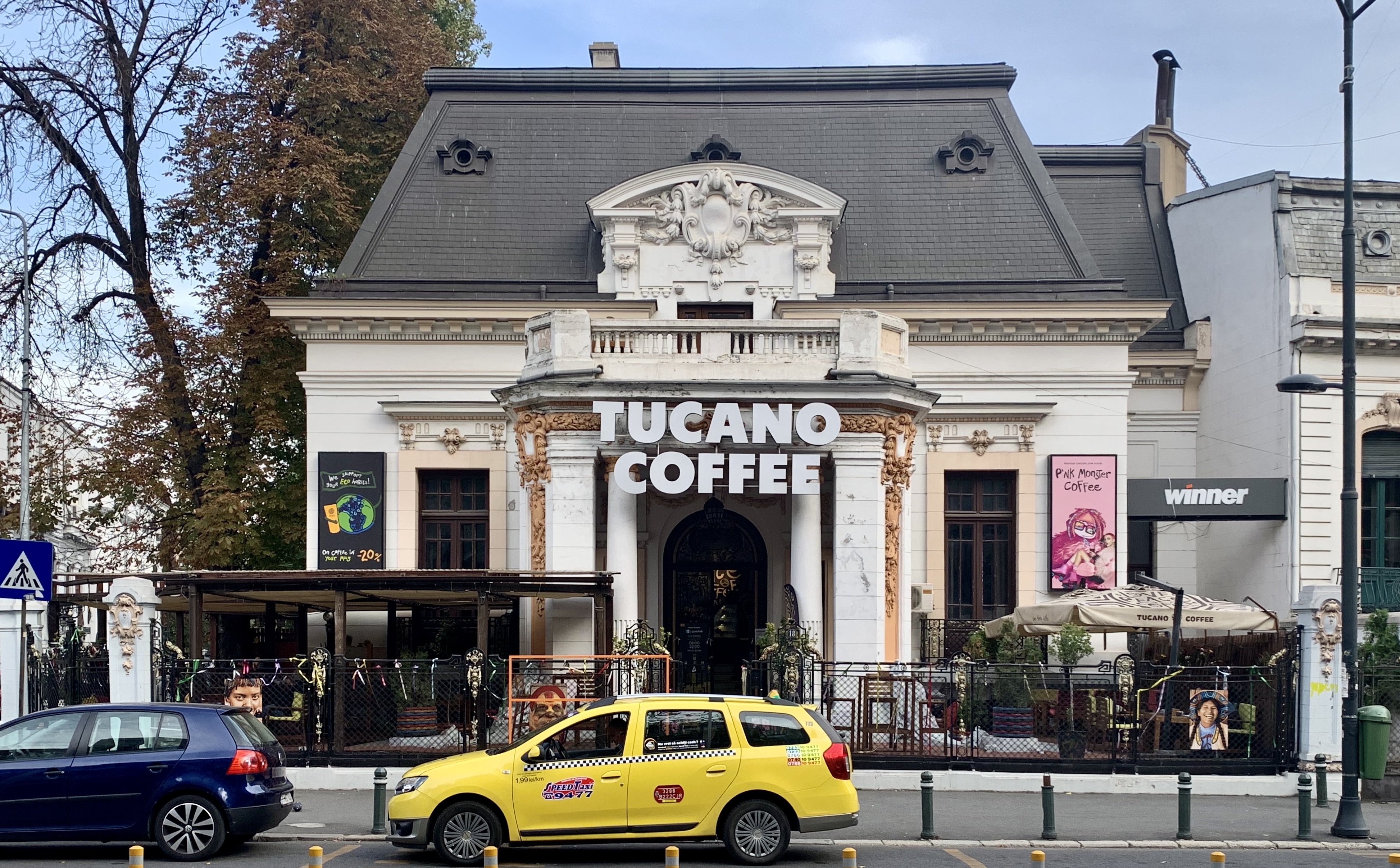
Casa Nicolae T. Filitti/Nae Filitis (Calea Dorobanților nr. 18), de Ernest Doneaud, c.1910
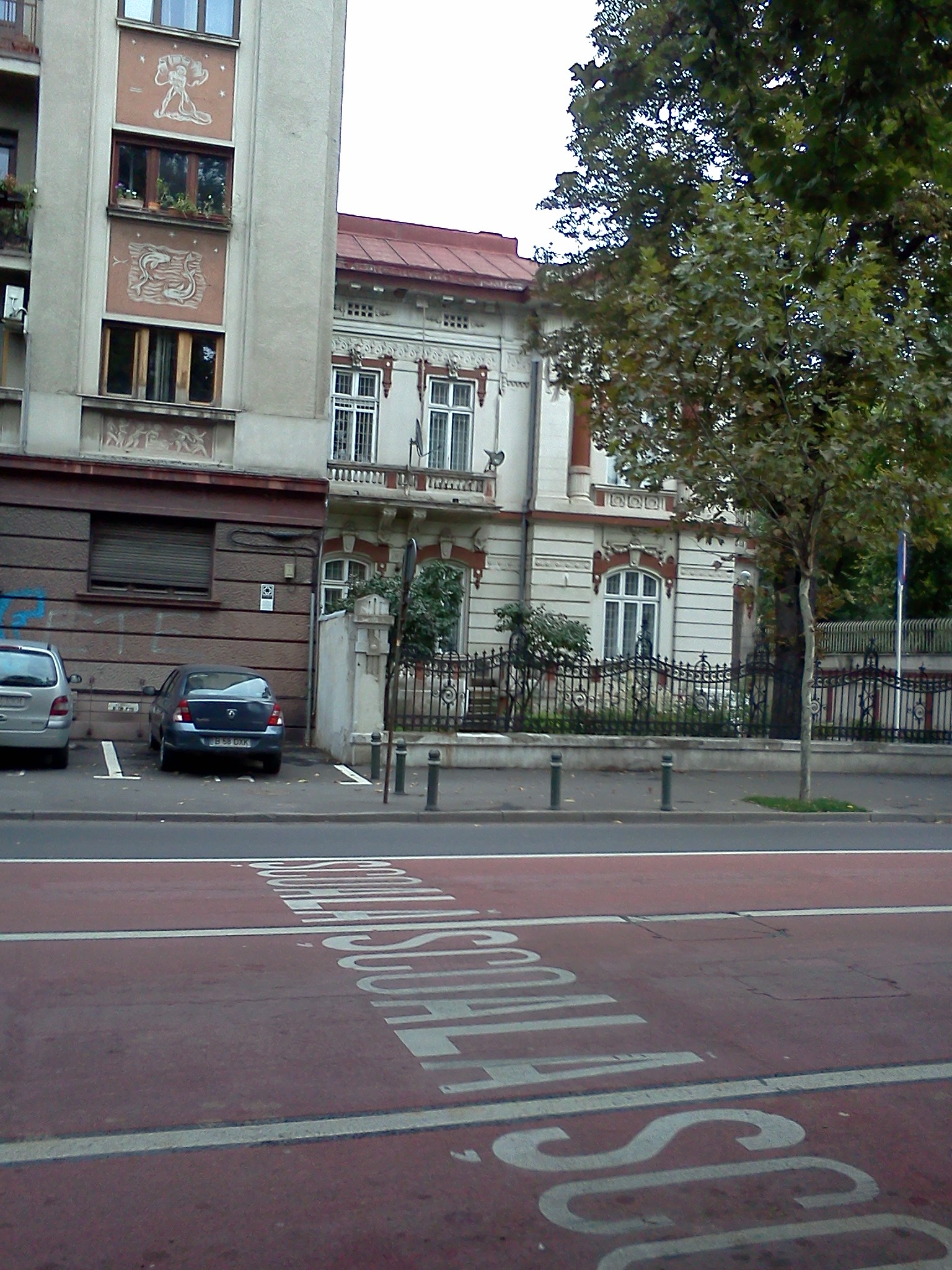
Fosta proprietate Ionescu, în prezent Ambasada Serbiei (Calea Dorobanților nr. 34), arhitect necunoscut, înainte de 1896
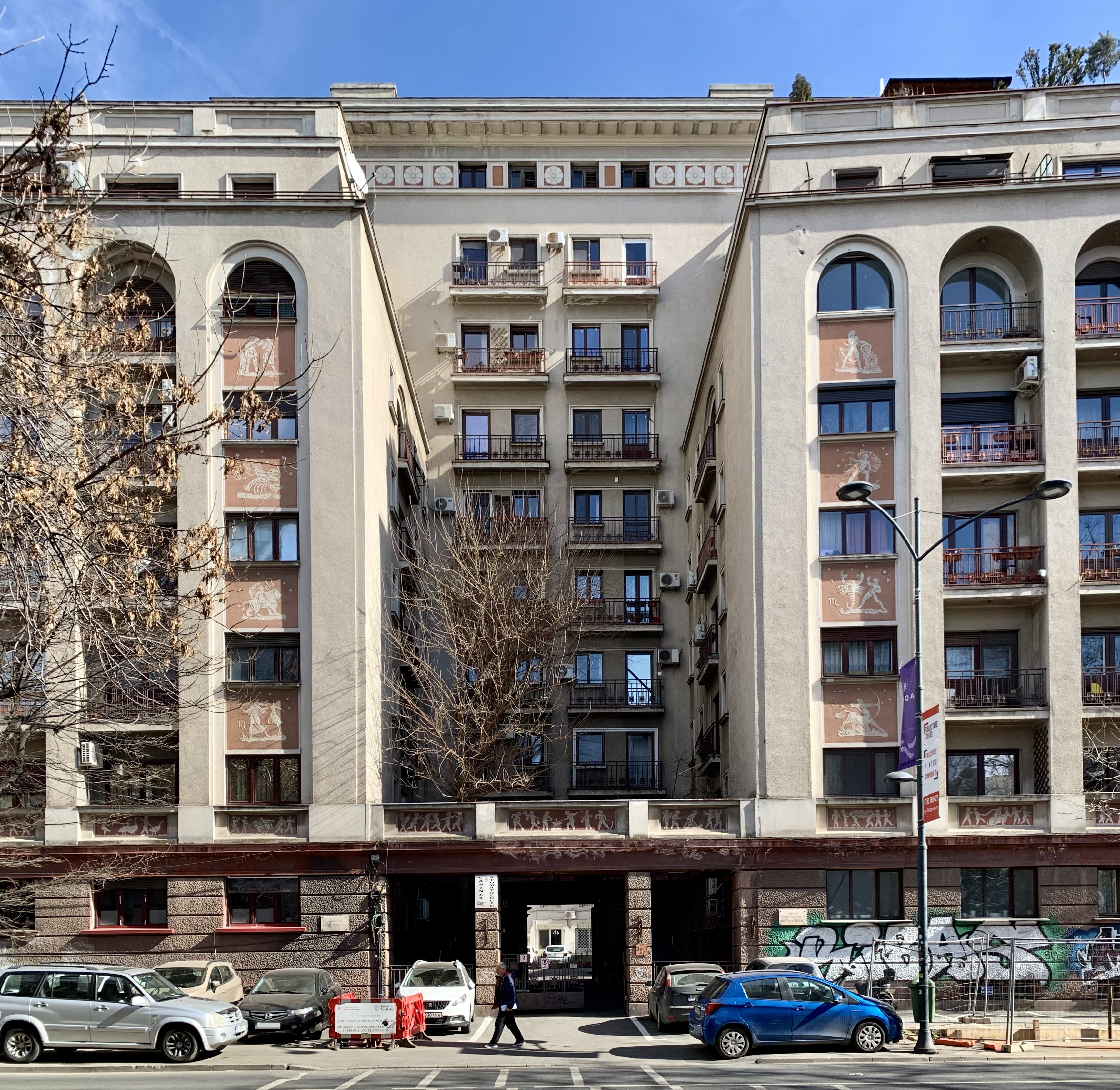
Blocul Zodiac (Calea Dorobanților nr. 36-40), de Radu Dudescu, Mircea Marinescu (arhitecți), Emil Prager (inginer constructor) și Constantin Baraschi (sculptorul semnelor zodiacale), 1940
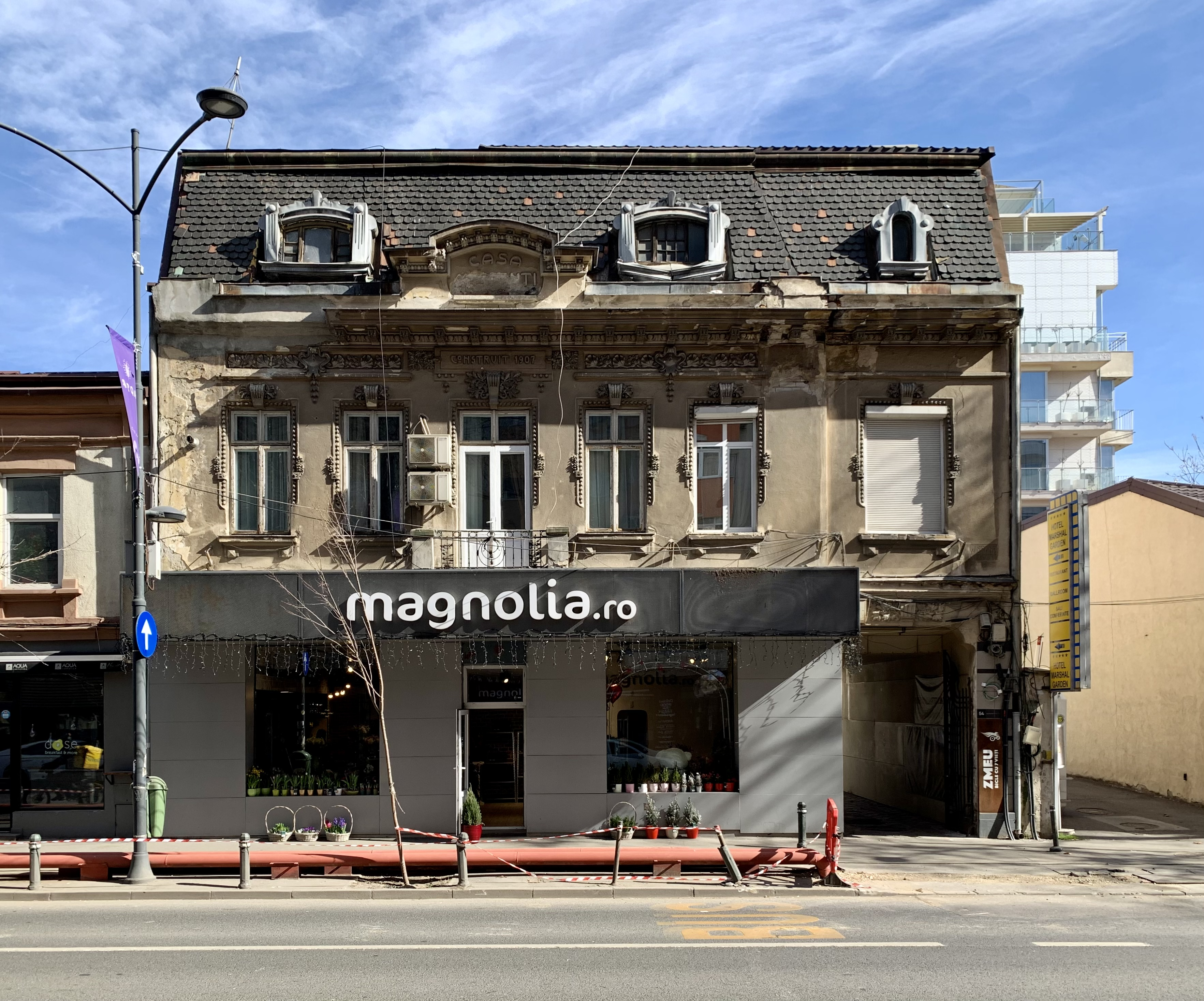
Casa Lorenți (Calea Dorobanților nr. 54), arhitect necunoscut, W. Brand (constructor), 1907
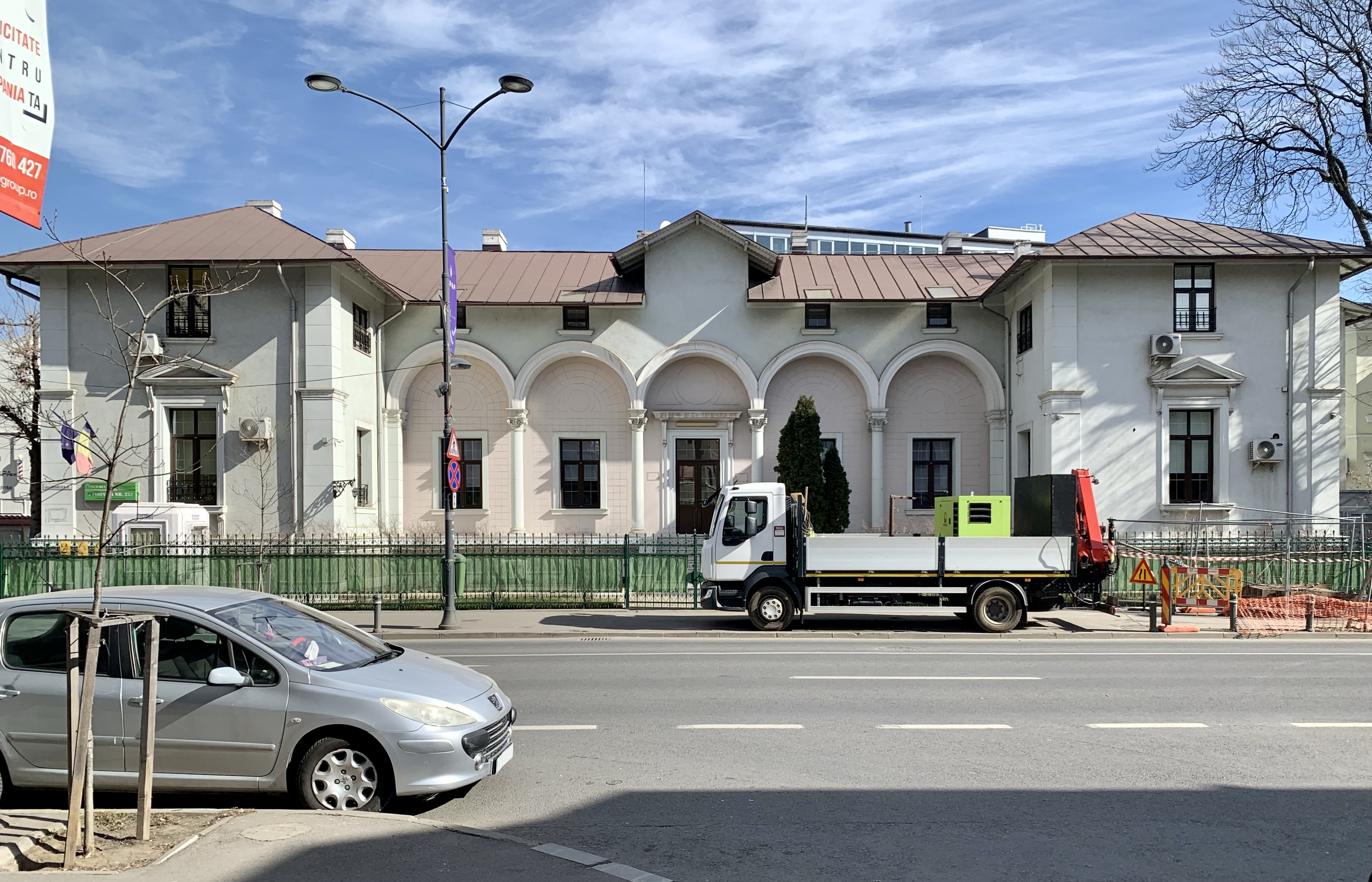
Casa Slătineanu (Calea Dorobanților nr. 60), de Paul Louis Albert Galeron, 1884
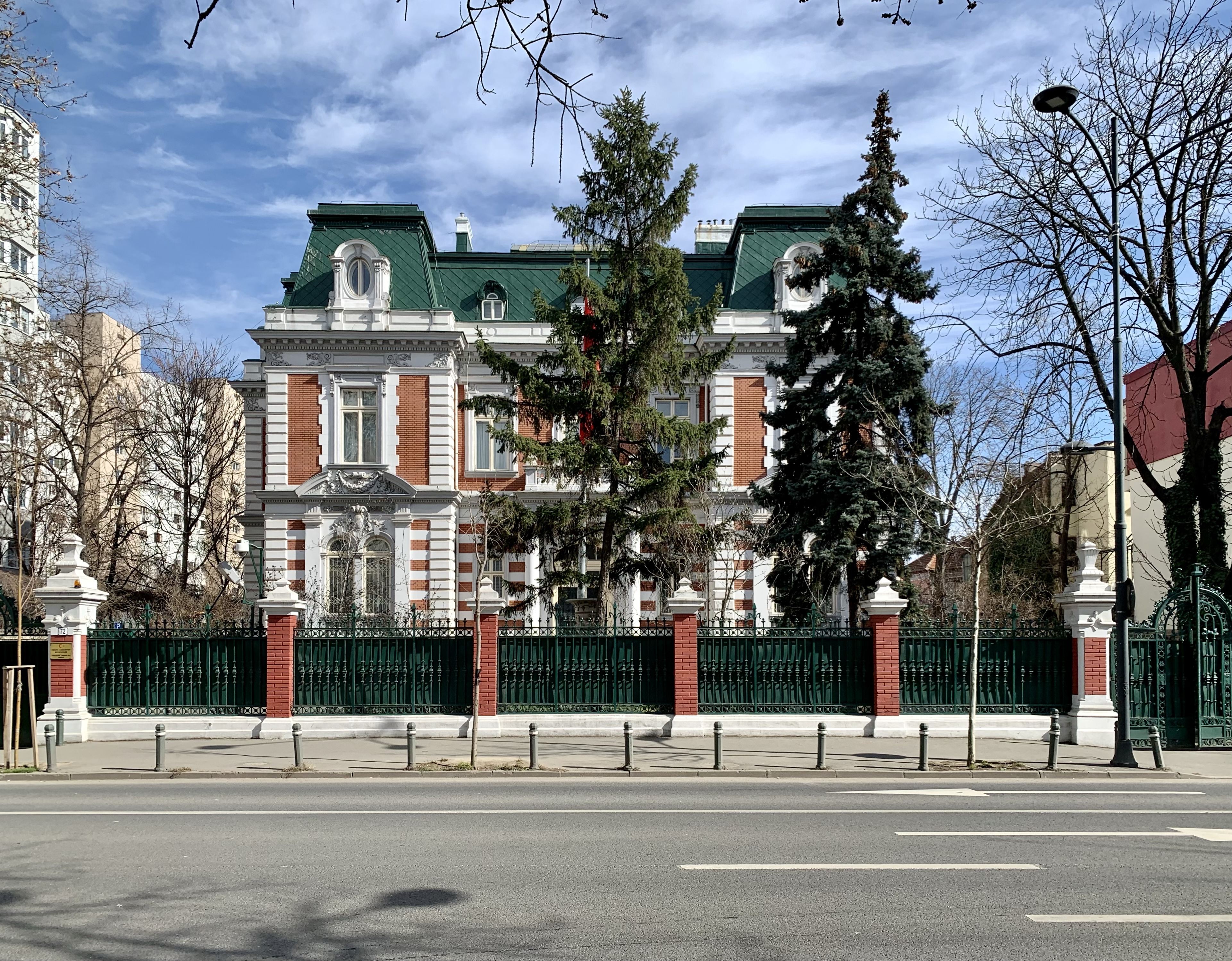
Casa Petre P. Carp (Calea Dorobanților nr. 72), de Paul Gottereau, 1893